# Cootamundra
Cootamundra est une ville australienne située dans la zone d'administration locale de Cootamundra-Gundagai en Nouvelle-Galles du Sud.

## Géographie
Cootamundra est située à la charnière des régions de la Riverina et des South West Slopes, au sud de la Nouvelle-Galles du Sud, à 390 km au sud-ouest de Sydney et à 160 km au nord-ouest de Canberra.
La région est connue pour une variété de mimosa (Acacia baileyana) appelée en anglais, Cootamundra wattle et la ville organise chaque année une grande fête au moment de la floraison de cette plante.

## Histoire
Les membres de la tribu des Wiradjuri sont vraisemblablement les premières personnes à avoir vécu dans la région où est établie aujourd'hui Cootamundra.
Les premiers colons agriculteurs d'origine européenne s'installent sur le site dès 1847 et l'exploitation de la mine d'or voisine de Muttama Reef commence en 1862. La localité se développe à partir de là et devient une municipalité en 1884. Celle-ci fusionne avec le comté de Jindalee le 1er avril 1975 pour former le comté de Cootamundra, qui est lui-même supprimé le 12 mai 2016 sur décision du gouvernement de Nouvelle-Galles du Sud et fusionné avec le comté de Gundagai pour former le conseil de la région de Cootamundra-Gundagai.

## Démographie
La population s'élevait à 6 695 habitants en 2011 et à 6 782 habitants en 2016.

## Transports
Cootamundra possède un aéroport (code AITA : CMD). 
Elle est desservie par une gare de la Main Southern railway line sur l'axe ferroviaire nord-sud entre Sydney et Albury.

## Personnalités
C'est la ville natale de Sir Donald Bradman (1908-2001), ancien joueur de cricket et généralement considéré comme le meilleur batteur de l'histoire de ce sport.